# Campionati mondiali di tiro con l'arco 2011
I Campionati mondiali di tiro con l'arco 2011 sono stati la 46ª edizione della competizione. Si sono svolti a Torino, in Italia, dal 3 al 10 luglio 2011. 
L'evento si è svolto in due luoghi diversi: le eliminatorie si sono tenute presso la Palazzina di caccia di Stupinigi a Nichelino (10 km a sud-ovest di Torino) e le finali presso la Piazza Castello di Torino.

## Medagliere
| Pos.   | Paese         | Oro | Argento | Bronzo | Totale |
| ------ | ------------- | --- | ------- | ------ | ------ |
| 1      | Corea del Sud | 3   | 1       | 2      | 6      |
| 2      | Stati Uniti   | 2   | 1       | 3      | 6      |
| 3      | Italia        | 2   | 0       | 1      | 3      |
| 4      | Canada        | 1   | 0       | 1      | 2      |
| 5      | Cile          | 1   | 0       | 0      | 2      |
| 5      | Russia        | 1   | 0       | 0      | 2      |
| 7      | Francia       | 0   | 2       | 0      | 2      |
| 8      | Danimarca     | 0   | 1       | 0      | 2      |
| 8      | Georgia       | 0   | 1       | 0      | 2      |
| 8      | India         | 0   | 1       | 0      | 2      |
| 8      | Iran          | 0   | 1       | 0      | 2      |
| 8      | Messico       | 0   | 1       | 0      | 2      |
| 8      | Paesi Bassi   | 0   | 1       | 0      | 2      |
| 14     | Cina          | 0   | 0       | 1      | 1      |
| 14     | Regno Unito   | 0   | 0       | 1      | 1      |
| 14     | Venezuela     | 0   | 0       | 1      | 1      |
| Totale | Totale        | 10  | 10      | 10     | 30     |

## Podi

### Arco ricurvo
| Evento                | Oro                                                      | Argento                                                      | Bronzo                                                |
| Individuale maschile  | Kim Woo-jin                                              | Oh Jin-hyek                                                  | Brady Ellison                                         |
| Individuale femminile | Denisse Van Lamoen                                       | Kristine Esebua                                              | Fang Yuting                                           |
| Squadre maschili      | Corea del Sud Oh Jin-hyek Kim Woo-jin Im Dong-hyun       | Francia Gaël Prévost Jean-Charles Valladont Romain Girouille | Italia Michele Frangilli Marco Galiazzo Mauro Nespoli |
| Squadre femminili     | Italia Natalia Valeeva Guendalina Sartori Jessica Tomasi | India Deepika Kumari Laishram Bombayla Devi Chekrovolu Swuro | Corea del Sud Han Gyeong-hee Jung Dasomi Ki Bo-bae    |
| Squadre miste         | Corea del Sud Im Dong-hyun Ki Bo-bae                     | Messico Juan René Serrano Aída Román                         | Regno Unito Laurence Godfrey Amy Oliver               |

### Arco compound
| Evento                | Oro                                                       | Argento                                                    | Bronzo                                                    |
| Individuale maschile  | Christopher Perkins                                       | Jesse Broadwater                                           | Reo Wilde                                                 |
| Individuale femminile | Albina Loginova                                           | Pascale Lebecque                                           | Erika Anschutz                                            |
| Squadre maschili      | Stati Uniti Jesse Broadwater Braden Gellenthien Reo Wilde | Danimarca Martin Damsbo Torben Johannessen Patrick Laursen | Canada Christopher Perkins Simon Rousseau Dietmar Trillus |
| Squadre femminili     | Stati Uniti Erika Anschutz Christie Colin Jamie Van Natta | Iran Vida Halimian Mahtab Parsamehr Shabnam Sarlak         | Venezuela Olga Bosh Luzmary Guédez Ana Mendoza            |
| Squadre miste         | Italia Sergio Pagni Marcella Tonioli                      | Paesi Bassi Peter Elzinga Inge van Caspel                  | Corea del Sud Choi Yong-hee Seok Ji-hyun                  |